# 사랑제일교회
사랑제일교회(-第一敎會)는 전광훈이 설립한 대한민국 서울특별시 성북구 장위동에 있는 개신교 교회이다. 윤석열 탄핵무효 집회 등을 열기도 한다.

## 논란

### 코로나바이러스감염증-19관련 논란
- 2020년 8월 15일 사랑제일교회 담임 목사인 전광훈 목사가 집회에 참석하지 말라고 성도 전체에게 문자를 돌리는 등 만류하였으나 일부 신도들이 무시하고 2020년 광복절 문재인 정부 규탄 대국민 시위에 참석했다.

- 2020년 8월 사랑제일교회에서 코로나바이러스감염증-19(코로나 19)가 발생하여 교회에 협조를 구해 방문자 명단을 받았다. 교회는 교인 명부와 방명록을 제출하는 등 성실히 협조하였으나, 정부가 추산한 숫자보다 명단이 적었고, 잘못된 번호가 섞여있었다. 정부는 그것을 근거로 사랑제일교회가 방역을 방해한다고 단정하여 교회를 압수수색하였다. 모든 컴퓨터와 직원들의 핸드폰까지 압수하여 포렌식 검사를 실시하였고, 그 안에 들어있는 모든 사람들을 교인 또는 교회 방문자로 단정하여 강제 코로나 검사하였다. 수십 년 전 발을 끊었던 성도, 한두 번 나왔던 성도, 휴대폰의 사적인 번호들까지 모두 검사 대상으로 삼았다.  이렇게 사랑제일교회와 관련이 없는 사람들까지 코로나19 검사를 받았고 양성이 나온 사람들은 격리시설에 격리되었다.[3] 사랑제일교회는 세간에 성도가 3,000명으로 알려졌으나 실제로 출석하는 성도는 1500~2000명 정도로 알려졌다. 하지만 경찰은 제대로 된 조사 없이 알려진 숫자보다 적다는 이유로 방역을 방해한다고 단정했다는 것이 추후에 밝혀졌다. 이렇게 검사 받은 사람 중 교회와 상관 없는 사람들이 훨씬 더 많았지만 언론과 방역당국은 모두 사랑제일교회 감염자로 추산하여 교회 이미지에 큰 타격을 입혔다.

- 2020년 9월 18일 서울시가 서울 성북구 사랑제일교회와 전광훈 담임목사를 상대로 46억원대 손해배상을 청구하기로 했다.[4] 지하철 감염자는 0명일 때 사랑제일교회가 대한민국의 모든 감염의 원인으로 지목되는 촌극이 벌어진 것이다.

## 같이 보기
- 전광훈